# جامعة العلوم والتكنولوجيا (حضرموت)
جامعة حضرموت للعلوم والتكنولوجيا جامعة في حضرموت في اليمن. تعد أول جامعة أهلية يمنية، وثالث جامعة في اليمن تحصل على العضوية العاملة في اتحاد الجامعات العربية، وهي عضو اتحاد الجامعات الإسلامية في العام 2000م, وعضو في اتحاد الجامعات العالمية. استضافت الجامعة الدورة الأربعين لاتحاد  الجامعات العربية.
حصلت الجامعة على جائزة الاستثمار لعام 2009م من قبل الهيئة العامة للاستثمار كأفضل جامعة أهلية في اليمن. وعلى جائزة التميز والإبداع في التعليم المفتوح للعام 2011م على مستوى الجامعات العربية.

## تاريخ
كانت البداية بنشأة الكلية الوطنية للعلوم والتكنولوجيا، بوصفها  أول كلية أهلية تقنية في اليمن في 29 ديسمبر 1992 ثم افتتحت جامعة العلوم والتكنولوجيا بموجب القرار الوزاري  رقم (2/94) عام 1994 الصادر عن وزارة التعليم العالي.
وقد استوعبت الجامعة منذ إنشائها عدداً كبيراً من التخصصات في مختلف المجالات الطبية والهندسية والتقنية والإدارية والإنسانية والاجتماعية، وركزت على توفير تخصصات نوعيه غير متوفرة في الجامعات المحلية ويحتاج إليها المجتمع.
وحرصاً من الجامعة على توفير التعليم المتميز للجميع، أنشأت فرعاً خاصاً بالطالبات، يشمل جميع برامج كليات الجامعة، كما تم افتتاح فروع للجامعة في المحافظات اليمنية؛ لتوفير فرص التعليم المتقدم، ومكاتب في بعض الدول الشقيقة ، وقدمت الجامعة عدد من برامج الماجستير بالتنسيق مع جامعات عربية وأجنبية، وتحرص الجامعة على تطوير علاقاتها مع نظيراتها من مؤسسات التعليم العالي في المجالات المختلفة، وذلك من خلال عقد اتفاقيات تعاون وتوأمة.